# Hessen-Eschwege
Die Landgrafschaft Hessen-Eschwege war von 1632 bis 1655 ein Mediat-Fürstentum des Heiligen Römischen Reiches, regiert von einem Zweig der Nebenlinie Hessen-Rotenburg des Hauses Hessen, aber unter Oberhoheit der Landgrafen von Hessen-Kassel.

## Geschichte

### 1627–1632 Vorgeschichte
Ausgangspunkt dieser kleinen Herrschaft war eine Verfügung des Landgrafen Moritz von Hessen-Kassel, die er kurz vor seiner Abdankung seinem ältesten Sohn und Nachfolger Wilhelm V. auferlegte. Auf Betreiben seiner zweiten Ehefrau Juliane von Nassau-Dillenburg bestimmte Moritz, dass ein Viertel seines Landes, die so genannte „Rotenburger Quart“, an seine Söhne aus dieser zweiten Ehe überlassen werden sollte. Von diesen Söhnen erhielt Hermann das Gebiet Rotenburg, Friedrich Eschwege und Ernst die ehemalige Untergrafschaft Katzenelnbogen mit Sitz auf der Burg Rheinfels.

### 1632–1655 Landgrafschaft Hessen-Eschwege

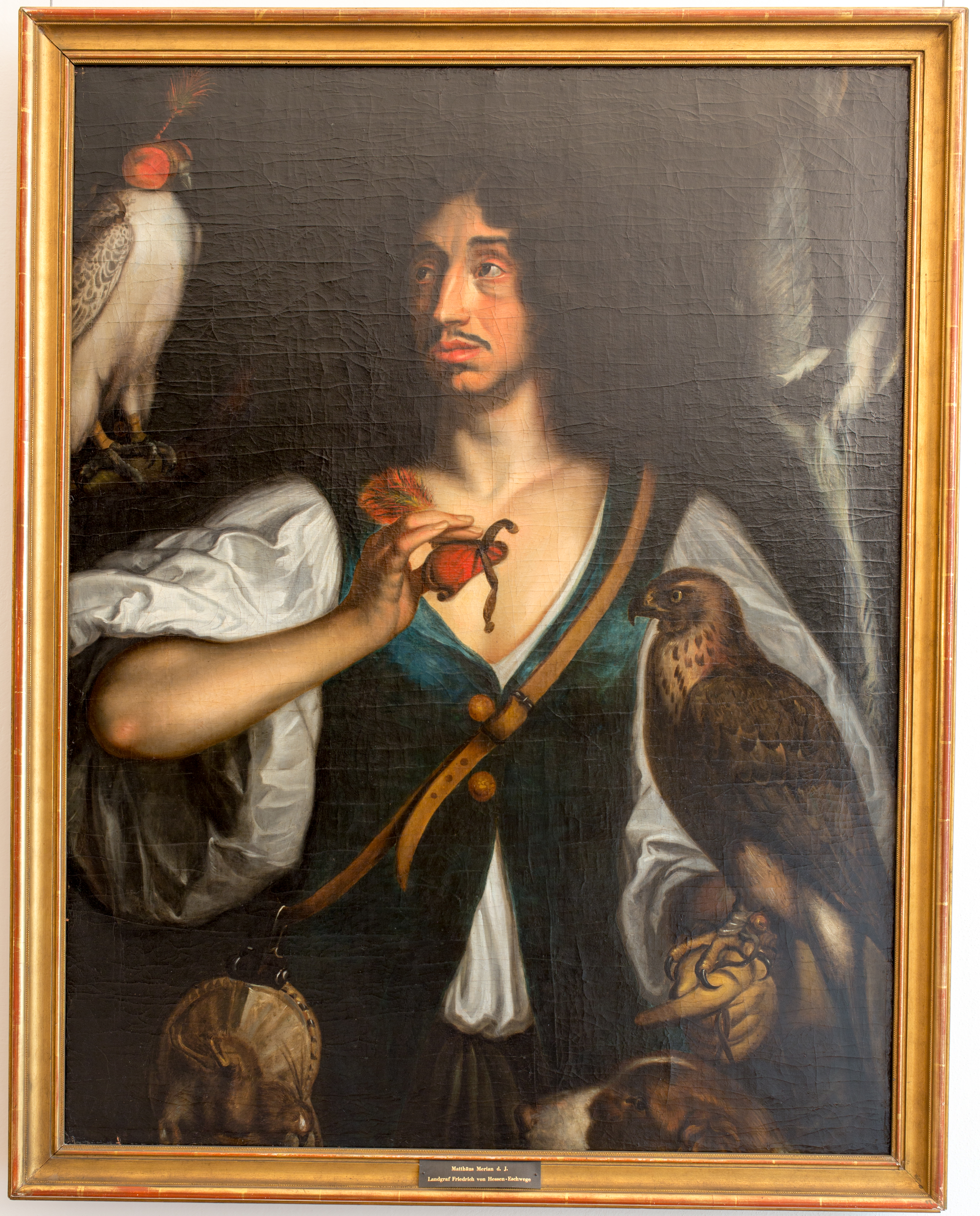
Landgraf Friedrich von Hessen-Eschwege als Falkner. vor 1655; Porträt im Jagdschloss Grunewald

Friedrich trat sein Erbe 1632 als 15-Jähriger an. Im Dreißigjährigen Krieg wurden Schloss und Stadt Eschwege zu Ostern 1637 zerstört und geplündert. Es ist anzunehmen, dass der zu diesem Zeitpunkt 20-jährige Friedrich seine Residenz in Eschwege erst nach seiner 1646 in Stockholm vollzogenen Vermählung bezog. Demzufolge war die Residenz wohl nur wenige Jahre besetzt. Friedrich wirkte maßgeblich am Wiederaufbau der Stadt Eschwege mit.
Friedrich fiel 1655, und mit ihm starb die Hessen-Rotenburger Nebenlinie Hessen-Eschwege im Mannesstamm aus.  Sein Teil der Landgrafschaft fiel an seinen Bruder Ernst von Hessen-Rheinfels-Rotenburg.
Die Landgrafschaft Hessen-Rotenburg fiel 1658 nach dem Tod des dritten Bruders, des kinderlosen Landgrafen Hermann, ebenfalls an Hessen-Rheinfels.

### 1655–1755 Folgezeit
Das Residenzschloss in Eschwege, zunächst als Witwensitz zugewiesen, wurde 1667 als Mitgift für Friedrichs älteste Tochter Christine an die Familie ihres Mannes Ferdinand Albrecht I. von Braunschweig-Bevern verpfändet. Bis 1667 war das Gebiet der ehemaligen Landgrafschaft Eschwege ein Teil der Landgrafschaft Hessen-Rotenburg. Ab 1667 wurde dieser Eschweger Landesteil von Karl von Hessen-Wanfried, einem Sohn des Landgrafen Ernst von Hessen-Rheinfels-Rotenburg und Neffen Friedrichs von Hessen-Eschwege, übernommen. Weil dieser seine Residenz in Wanfried nahm (die Residenz Eschwege war noch immer an Braunschweig-Bevern verpfändet), begründete er damit eine neue Nebenlinie Hessen-Wanfried. Erst sein Sohn Christian von Hessen-Wanfried, der seit 1711 das Schloss Eschwege bewohnte und 1731 seinem Halbbruder Wilhelm als Landgraf von Hessen-Wanfried folgte, verlegte die Residenz schrittweise wieder nach Eschwege. So waren die Landgrafschaften Hessen-Wanfried und Hessen-Eschwege gebietsmäßig identisch, wurden jedoch vorwiegend von der Residenz in Wanfried regiert. Hessen-Wanfried-(Eschwege) fiel nach dem Tode des kinderlosen Christian wieder an Hessen-Rotenburg, und die Hessen-Rotenburger Nebenlinie Hessen-Wanfried starb mit ihm aus.

## Landgraf von Hessen-Eschwege
- Friedrich von Hessen-Eschwege (* 1617; † 1655); Landesherr 1632–1655